# Akbayan Citizens' Action Party
Akbayan Citizens' Action Party of kortweg Akbayan, is een links-georiënteerde Filipijnse politieke partij. De partij die in 1998 werd opgericht slaagde er sinds de verkiezingen van 1998 telkens in om een of meer zetels in het Filipijnse Huis van Afgevaardigden te veroveren via het partijlijst-systeem.

## Afgevaardigden in het Huis van Afgevaardigden
- 11e congres (1998-2001) - Loretta Ann Rosales
- 12e congres (2001-2004) - Loretta Ann Rosales en Mario Aguja
- 13e congres (2004-2007) - Loretta Ann Rosales, Mario Aguja en Risa Hontiveros-Baraquel
- 14e congres (2007-2010) - Risa Hontiveros-Baraquel, Walden Bello
- 15e congres (2010-2013) - Kaka Bag-ao, Walden Bello